# Make Me Famous
Make Me Famous war eine Metalcore-Band aus der ukrainischen Stadt Donezk. Sie löste sich 2012 nach Differenzen zwischen dem Sänger und den restlichen Bandmitgliedern auf.

## Geschichte

### Gründung
Make Me Famous wurde von Denis Shaforostov ins Leben gerufen und bestand aus Serj Kravchenko (Gesang), Sergei Hohlov (Bass), Igor (Jimmy X Rose) Yastrebov (Gitarre) und Dusty „DeeBee“ Boles (Schlagzeug). Vor der Bandgründung veröffentlichte Shaforostov einige Cover-Vocal-Videos, die bei YouTube große Resonanz fanden. Der ursprüngliche Schlagzeuger Jace Thomas musste die Gruppe aus unbekannten Gründen verlassen. Boles, welcher Thomas noch am selben Tag ersetzte, war unter anderem für die Bands Serpents und Rose Funeral aktiv.
Am 8. Mai 2011 veröffentlichte die Gruppe eine Cover-Version von Bruno Mars’ Just the Way You Are. Im Jahr 2011 erschien eine 3-Track-EP unter dem Titel Keep This in Your Music Player in Eigenregie. Inzwischen unterschrieb die Gruppe einen Plattenvertrag mit dem amerikanischen Label Sumerian Records.

### Kontrakt mit Sumerian Records und Debütalbum
Am 30. September 2011 gab die Gruppe über ihren YouTube-Kanal bekannt, bei Sumerian Records unterschrieben zu haben. Außerdem gaben die Musiker bekannt, Anfang des Jahres 2012 ein Album zu veröffentlichen und eine US-Tour zu planen.
Am 2. Oktober 2011 erschien mit We Know It’s Real die erste offizielle Single-Auskopplung über iTunes. Zwischen dem 6. Januar und 29. Januar 2012 tourte die Gruppe gemeinsam mit I See Stars durch die USA und Kanada. Begleitet wurden die Bands von Memphis May Fire, Stick to Your Guns und Our Last Night. Bereits im März folgte eine zweite Tour als Support von For Today erneut mit Stick to Your Guns. Weitere Bands auf dieser Tour waren A Skylit Drive und MyChildren MyBride. Im Rahmen dieser Tour spielte die Band auf dem SXSW. Vereinzelt spielte die Gruppe mit Born of Osiris und Asking Alexandria.
Am 27. Februar 2012 konnte das Debütalbum, welches It’s Now or Never heißt, vorbestellt werden. Es wurde von den Musikern Serj Kravchenko und Denis Shaforostov produziert. Außerdem wurde bekannt gegeben, dass das Album in den USA am 27. März 2012 erscheinen wird. In Europa erschien It’s Now or Never am 13. April 2012. Als Gastmusiker sind Tyler Carter (ex-Woe, Is Me) und Johnny Franck (ex-Attack Attack!) zu hören. Das Album stieg auf Platz 151 der US-Charts ein. Am 28. Februar 2012 wurde die zweite Single-Auskopplung Make It Precious veröffentlicht. Das Musikvideo ist bei YouTube, das meistgesehene Video der Band.
Am 29. November 2012 gab Denis Shaforostov über seine Facebook-Seite bekannt, die Gruppe aus persönlichen Gründen verlassen zu haben. Noch am selben Tag trennten sich Sumerian Records auf Grund von bandinternen Problemen von der Gruppe. Wenige Stunden später gab die Band ihre Auflösung bekannt, in der sie Shaforostov für das Scheitern der Band verantwortlich machten.

## Musikstil
Die Band spielt Metalcore und Post-Hardcore, welche mit Elementen des Techno gemixt werden. Dieser Stil wird auch als Trancecore bezeichnet. Vergleichen lässt sich die Musik der Gruppe mit Asking Alexandria.

## Diskografie
EPs
- 2011: Keep This in Your Music Player (Eigenproduktion)

Alben
- 2012: It’s Now or Never (Sumerian Records)